# 1972年ミュンヘンオリンピックのモンゴル選手団
1972年ミュンヘンオリンピックのモンゴル選手団（1972ねんミュンヘンオリンピックのモンゴルせんしゅだん）は、1972年8月26日から9月11日にかけて西ドイツのミュンヘンで開催された1972年ミュンヘンオリンピックのモンゴル選手団、およびその競技結果。

## 概要
今大会は銀メダル1個を獲得した。

## メダル
| メダル | 選手名                   | 競技       | 種目        |
| ------ | ------------------------ | ---------- | ----------- |
| 銀     | ホルジーン・バヤンムンフ | レスリング | 男子100kg級 |